# Lembá
Lembá is een district in het westen van het tot Sao Tomé en Principe behorende eiland Sao Tomé.

## Geografie
Lembá heeft een oppervlakte van 229,5 km² en 15.370 inwoners (2012). De hoofdstad van het district is Neves, Santa Catarina is het tweede grootste dorp; deze twee plaatsen vormen ook de twee subdistricten. Het district wordt in het oosten begrensd door (van noord naar zuid) Lobata, Mé-Zóchi en Caué.
Lembá levert zes zetels in de Assembleia Nacional.

## Bevolkingsontwikkeling
| Jaar | Inwoners | Aandeel totale bevolking |
| ---- | -------- | ------------------------ |
| 1940 | 6.885    | 11,4%                    |
| 1950 | 6.196    | 10,3%                    |
| 1960 | 6.196    | 9,7%                     |
| 1970 | 6.206    | 8,4%                     |
| 1981 | 7.905    | 8,2%                     |
| 1991 | 9.016    | 7,7%                     |
| 2001 | 10.696   | 7,8%                     |
| 2006 | 11.759   | 7,7%                     |
| 2012 | 15.370   | 8,2%                     |

## Sport
Een voetbalclub die haar thuisbasis heeft in Lembá is FC Neves.
Provincies: Sao Tomé (Sao Tomé) · Principe (Santo António)
Districten: Água Grande (Sao Tomé) · Cantagalo (Santana) · Caué (São João dos Angolares) · Lembá (Neves) · Lobata (Guadalupe) · Mé-Zóchi (Trindade) · Pagué (Santo António)
Eilanden: Ilhéu Bom Bom · Ilhéu das Cabras · Ilhéu Caroço · Principe · Ilhéu das Rolas · Ilhéu de Santana · Sao Tomé · Tinhosa Grande · Tinhosa Pequena